# Пиччалькы
Пиччалькы (устар. Питчаль-Кы) — река в России, протекает по территории Ямало-Ненецкого автономного округа. Устье реки находится в 238 км по правому берегу реки Толька. Длина реки составляет 48 км.
- В 28 км по правому берегу впадает река Пиччальунты.
- В 30 км по правому берегу впадает река Пиччалькикэ.

## Данные водного реестра
По данным государственного водного реестра России относится к Нижнеобскому бассейновому округу, водохозяйственный участок реки — Таз. Речной бассейн реки — Таз.
Код объекта в государственном водном реестре — 15050000112115300066373.